# Andrew Grant Chapman
Andrew Grant Chapman (* 17. Januar 1839 in La Plata, Charles County, Maryland; † 25. September 1892 ebenda) war ein US-amerikanischer Politiker. Zwischen 1881 und 1883 vertrat er den Bundesstaat Maryland im US-Repräsentantenhaus.

## Werdegang
Andrew Chapman war der Sohn des Kongressabgeordneten John Grant Chapman. Er wurde zunächst zu Hause unterrichtet und besuchte dann die Charlotte Hall Academy im Saint Mary’s County. Danach studierte er bis 1858 am St. John’s College in Annapolis. Nach einem anschließenden Jurastudium an der University of Virginia in Charlottesville und seiner 1860 erfolgten Zulassung als Rechtsanwalt begann er in Baltimore in diesem Beruf zu arbeiten. Im Jahr 1864 verlegte er seinen Wohnsitz und seine Kanzlei nach Port Tobacco Village, wo er sich auch in der Landwirtschaft betätigte. Gleichzeitig schlug er als Mitglied der Demokratischen Partei eine politische Laufbahn ein. Zwischen 1867 und 1885 saß er mehrfach im Abgeordnetenhaus von Maryland. Ab 1874 war er als Brigadegeneral Mitglied im Stab der Gouverneure James Black Groome und John Lee Carroll.
Bei den Kongresswahlen des Jahres 1880 wurde Chapman im fünften Wahlbezirk von Maryland in das US-Repräsentantenhaus in Washington, D.C. gewählt, wo er am 4. März 1881 die Nachfolge von Eli Jones Henkle antrat. Da er im Jahr 1882 nicht bestätigt wurde, konnte er bis zum 3. März 1883 nur eine Legislaturperiode im Kongress absolvieren. Nach dem Ende seiner Zeit im US-Repräsentantenhaus praktizierte Chapman wieder als Anwalt. Im Jahr 1885 wurde er zunächst stellvertretender und ab 1889 eigentlicher Leiter der Steuerbehörde in Maryland. Im Juni 1888 war er Delegierter zur Democratic National Convention in St. Louis, auf der Präsident Grover Cleveland zur dann erfolglosen Wiederwahl nominiert wurde. Andrew Chapman starb am 25. September 1892 auf seinem Anwesen Normandy nahe La Plata, wo er auch beigesetzt wurde.